# 毛皮を着た紳士の肖像

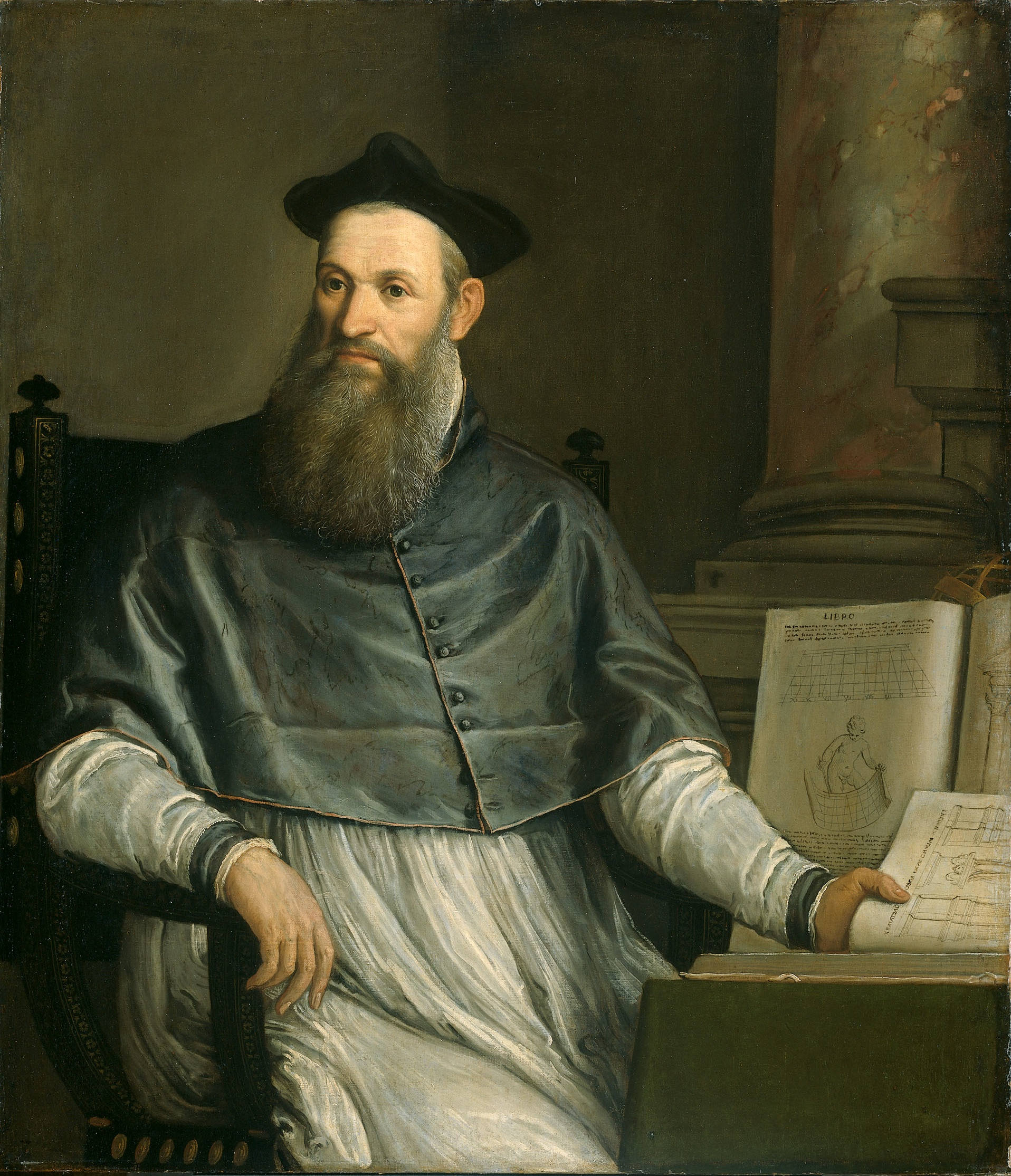
ヴェロネーゼの『ダニエレ・バルバロの肖像』。アムステルダム国立美術館所蔵。

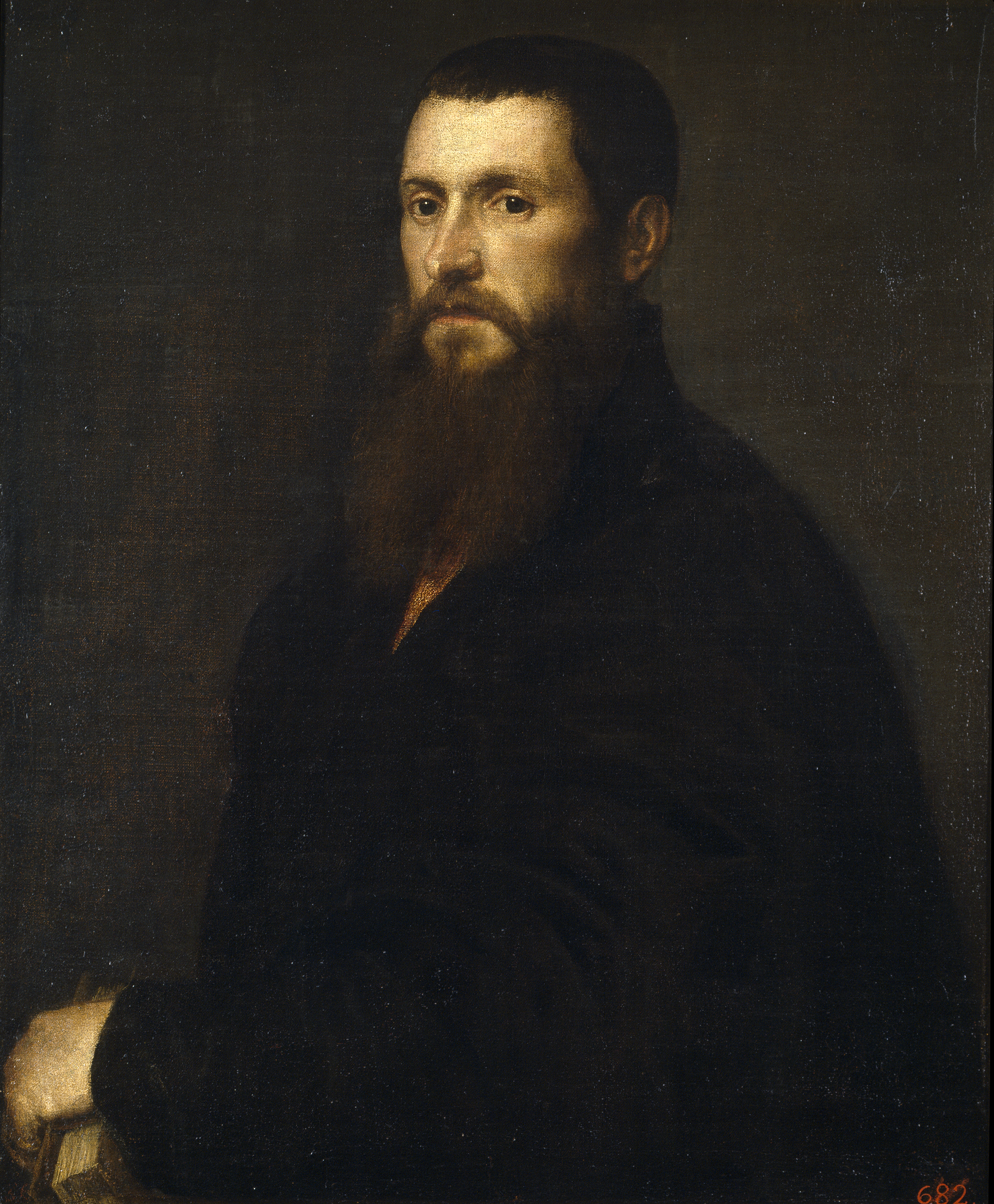
ティツィアーノ・ヴェチェッリオの『ダニエレ・バルバロの肖像』。プラド美術館所蔵。

『毛皮を着た紳士の肖像』（けがわをきたしんしのしょうぞう、伊: Ritratto di gentiluomo in pelliccia, 英: Portrait of a Gentleman in a Fur）は、イタリアのルネサンス期のヴェネツィア派の画家パオロ・ヴェロネーゼが1550年から1560年ごろに制作した肖像画である。油彩。毛皮の上着を着た紳士を描いた作品で、かつてはヴェネツィアの聖職者・建築家・人文主義者のダニエレ・バルバロの肖像画と考えられていたが、今日の研究者の見解は否定的である。枢機卿レオポルド・デ・メディチによって収集されたメディチ家のヴェネツィア派絵画の1つ。現在はフィレンツェのパラティーナ美術館に所蔵されている。

## 作品
ヴェロネーゼは暗い部屋にいる紳士を膝丈で描いている。男性はユキヒョウ、あるいはオオヤマネコの毛皮で裏打ちされた黒いマントを着ており、灰色の長い髭を生やしている。男性は左手で白いハンカチを握りしめ、右手でマントの裏地の毛皮をつかんでいる。背景の暗い部屋は、壁、溝のある古典的な石柱、窓によって形成されている。肖像画はティツィアーノ・ヴェチェッリオの影響を強く受けたヴェロネーゼの成熟した作品であり、その高い品質が評価されている。
描かれた人物については不明である。肖像画はダニエレ・バルバロを描いた作品と考えられていたが、美術史家テリージョ・ピニャッティによると、アムステルダム国立美術館所蔵のヴェロネーゼの『ダニエレ・バルバロの肖像』（Ritratto di Daniele Barbaro）と比較からダニエレ・バルバロと同一視することは困難である。
肖像画の正確な制作年代は不明である。研究者の間で一致した見解はなく、1549年から1570年の広範囲にわたっている。

## 来歴
肖像画は1659年にトスカーナ大公コジモ2世・デ・メディチの息子で、ヴェネツィア派絵画の愛好家であった枢機卿レオポルド・デ・メディチによって購入されたことで、メディチ家のコレクションに加わった。レオポルド枢機卿はヴェネツィアの代理人パオロ・デル・セーラを介して絵画を収集しており、購入価格は200ドゥカートであった。

## 影響
18世紀に画家フランチェスコ・ペトルッチ（Francesco Petrucci）の原画に基づき、オランダ出身の画家・版画家・美術商のテオドール・ウェルクライス（Theodor Vercruys）によってエングレーヴィングが制作された。これは彼らがメディチ家が所有したティツィアーノの作品を中心とする男性の肖像画に基づいて制作した6点の版画の1つである。他の5点はティツィアーノの『イッポリト・デ・メディチの肖像』（Ritratto di Ippolito de' Medici）、『ペトルス・アレティヌスの肖像』（Ritratto di Petrus Aretinus）、『男の肖像』（Ritratto d'uomo）、『アンドレア・ヴェサリオの肖像』（Ritratto di Andrea Vesalio）、アンソニー・ヴァン・ダイクの『男の肖像』（Ritratto d'uomo）である。

## ギャラリー
毛皮をまとった他のヴェロネーゼの肖像画

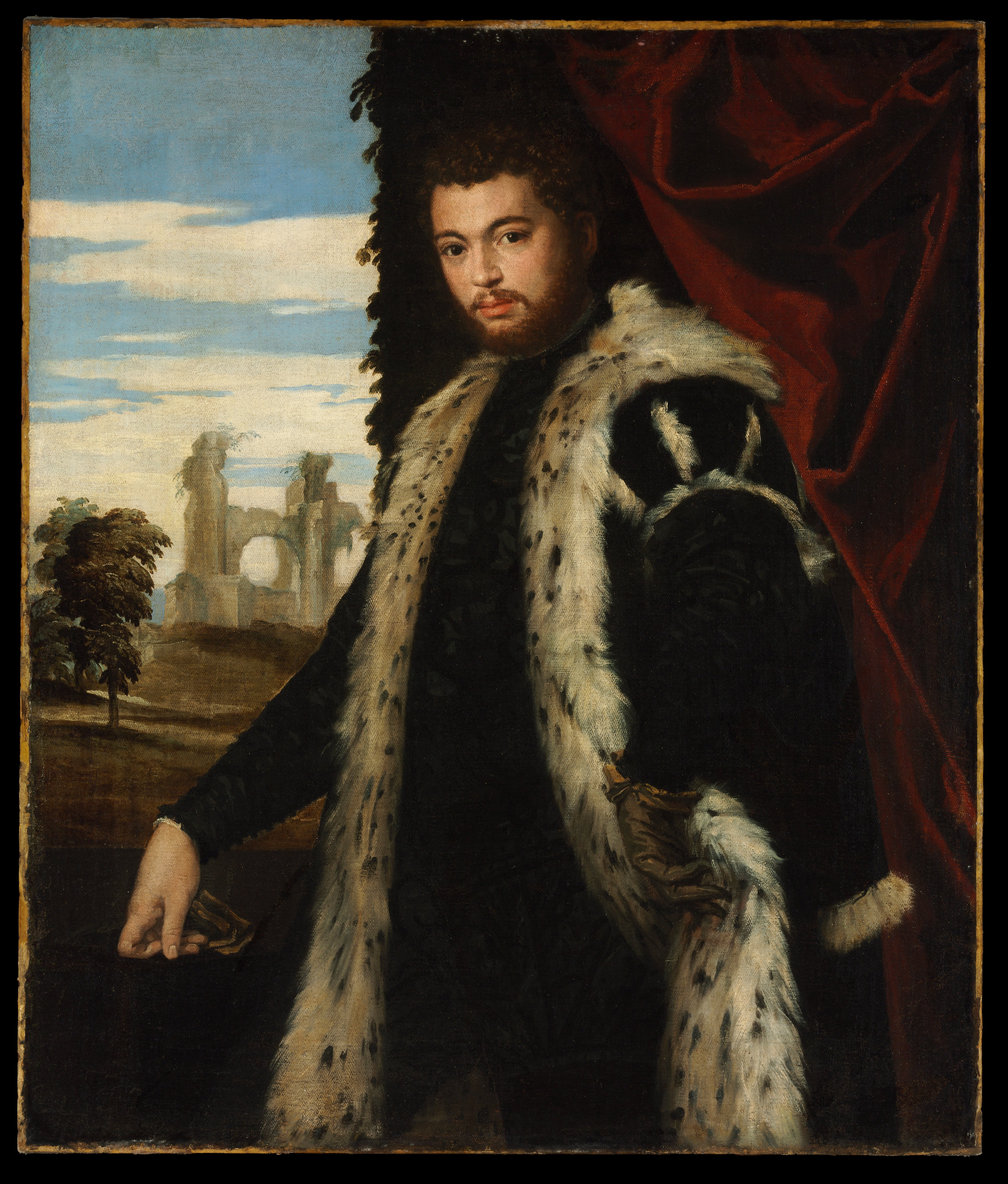
『オオヤマネコの毛皮を着た若い男の肖像』1555年ごろ ブダペスト国立西洋美術館所蔵
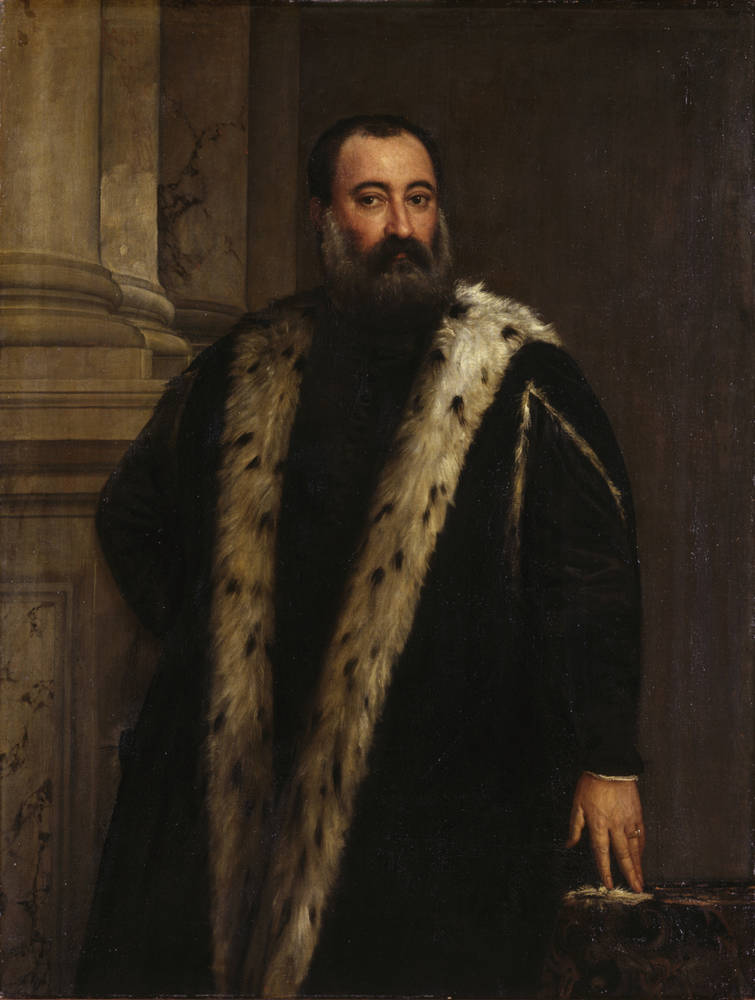
『ジローラモ・コンタリーニ提督の肖像』1570年ごろ アルテ・マイスター絵画館所蔵
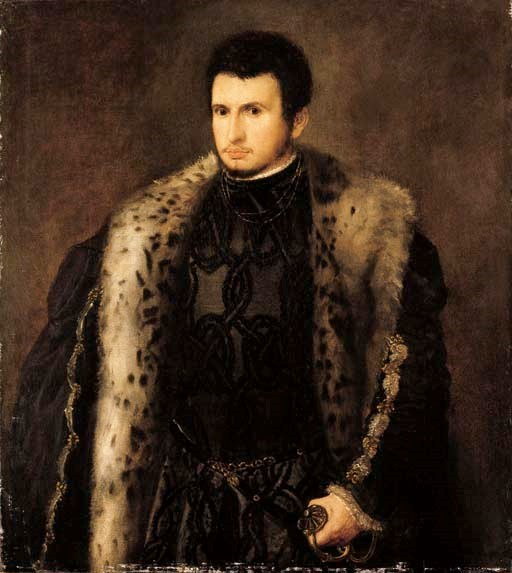
『黒いダブレットと毛皮の裏地が付いたローブを着たポルト伯爵の肖像』個人蔵